# 富豪產業信託
富豪產業信託（港交所：1881）是一家在香港上市的房地產信託基金，是香港首隻資產全為酒店資產的房地產信託基金，基金由富豪資產管理有限公司管理。

## 簡介
富豪產業信託由富豪酒店國際控股分拆上市，於2007年3月公開招股，發售8.69億基金單位，每單位價格2.68至3.38港元，集資23.3至33.8億港元，上市日期為3月30日。富豪產業信託現時持有香港6項酒店物業，而酒店的營運及管理則由富豪酒店國際控股負責。
2013年6月，世紀城市國際、百利保控股與富豪酒店國際控股，向富豪產業信託注入兩間分別位於上環及北角建築中的新酒店。

## 旗下酒店
- 富豪機場酒店
- 富豪香港酒店
- 富豪九龍酒店
- 富豪東方酒店
- 麗豪酒店
- 富薈灣仔酒店
- 富薈上環酒店
- 富薈炮台山酒店

## 外部連結
- 富豪產業信託 （页面存档备份，存于）